# آدری دالتن
آدری دالتن (انگلیسی: Audrey Dalton؛ زادهٔ ۲۱ ژانویهٔ ۱۹۳۴) یک هنرپیشه سینما و تلویزیون اهل ایرلند است. وی بین سال‌های ۱۹۵۲ تا ۱۹۷۸ میلادی فعالیت می‌کرد.
از فیلم‌ها یا برنامه‌های تلویزیونی که وی در آن نقش داشته است می‌توان به تایتانیک، میزهای تک‌نفره، دختر عموی من ریچل اشاره کرد.